# Loyola Marymount University
Loyola Marymount University (popularnie LMU) – prywatny amerykański, rzymskokatolicki uniwersytet oferujący studia licencjackie, magisterskie, doktoranckie i dalsze; ulokowany w dzielnicy Westchester w mieście Los Angeles. Jest jedną z 28 uczelni należących do Stowarzyszenia Jezuickich Koledży i Uniwersytetów (Association of Jesuit Colleges and Universities).
Loyola Marymount jest jednym z największych rzymskokatolickich uniwersytetów na Zachodnim Wybrzeżu Stanów Zjednoczonych z ponad 9 tys. studentów.

## Historia
LMU jest sukcesorem St. Vincent's College, założonego w 1865 koledżu, który był pierwszą katolicką szkołą oferującą studia wyższe w Kalifornii. Był prowadzony przez Stowarzyszenie Wincentego à Paulo i istniał do 1911 roku. W tym samym roku Towarzystwo Jezusowe zostało zaproszone przez biskupa Los Angeles Tomasa Conaty do przejęcia szkoły. Ze względu na długi, jakimi była obciążona, jezuici założyli w 1911 roku nową instytucję: Los Angeles College.
W 1918 roku szkoła przyjęła nazwę Loyola College of Los Angeles. W 1928 główny kampus został przeniesiony do Westchester. Nazwa Loyola Marymount University została przyjęta w 1973 po tym, jak stała się instytucją koedukacyjną.

## Wydziały
Loyola Marymount składa się z siedmiu koledży i szkół:
- Bellarmine College of Liberal Arts
- College of Communication and Fine Arts
- College of Business Administration
- Frank R. Seaver College of Science and Engineering
- School of Education
- School of Film and Television
- Loyola Law School

## Sport
Drużyny sportowe LMU noszą nazwę Lions (ang. Lwy), a ich barwami jest niebieski i karmazynowy.
LMU posiada m.in. drużyny koszykówki, water polo i softballu.

## Sławni absolwenci
- Barbara Broccoli – producent filmowy
- Carson Daly – prezenter telewizyjny
- Mila Kunis – aktorka
- Edward Masry – prawnik
- Beverley Mitchell – aktorka
- Lisa See – pisarka
- Busy Philipps – aktorka
- Tony Plana – aktor
- Francis Lawrence – reżyser filmowy
- Rafael Baca – piłkarz